# Арабские государства Персидского залива
Арабские государства Персидского залива (араб. دول الخليج العربية‎) — группа государств, расположенных на берегах Персидского залива в регионе Ближнего Востока. В эту группу входят шесть стран: Бахрейн, Кувейт, Оман, Катар, Саудовская Аравия и Объединённые Арабские Эмираты (ОАЭ). Эти страны также известны как страны Совета сотрудничества арабских государств Персидского залива (ССАГПЗ), созданного в 1981 году.

## География
Расположенные на южных и западных берегах Персидского залива, арабские страны региона занимают преимущественно пустынные и полупустынные территории. С одной стороны они граничат с водами Персидского залива, а с другой — с внутренними пустынями Аравийского полуострова, такими как Руб-эль-Хали. Страны региона богаты природными ресурсами, в частности нефтью и природным газом, что делает их ключевыми игроками на мировых энергетических рынках.

## Население
Общая численность населения арабских стран Персидского залива составляет около 56,5 миллионов человек. Население стран по отдельности:
- Саудовская Аравия — 33,96 млн[5];
- Объединённые Арабские Эмираты — 9,9 млн[6];
- Оман — 4,5 млн[7];
- Кувейт — 4,2 млн[8];
- Катар — 2,9 млн[9];
- Бахрейн — 1,1 млн[10].

Этнический состав региона характеризуется преобладанием арабов, составляющих около 60% населения, в то время как 40% населения — это иммигранты из стран Азии и Африки. Большинство мигрантов не имеют гражданства и обладают ограниченными правами, их статус связан с определённым работодателем. Мусульмане составляют приблизительно 93% всего населения региона. 85% из них — сунниты и 15% — шииты.

## Экономика
Основой экономики стран региона остаётся экспорт нефти. Государства Залива, включая Саудовскую Аравию, Кувейт и ОАЭ, являются одними из крупнейших производителей и экспортёров нефти в мире, что позволяет им играть ведущую роль в ОПЕК, регулируя глобальные уровни добычи и стабилизируя цены на нефть. Высокие доходы от нефти обеспечивают значительные бюджетные излишки и поддерживают амбициозные планы диверсификации экономики региона. Прогнозируется, что рост экономики ССАГПЗ составит 2,8% в 2024 году и 4,7% в 2025 году благодаря восстановлению нефтеэкспорта и развитию ненефтяных секторов, таких как туризм и образование. 
В последние годы страны региона активно инвестируют в цифровую инфраструктуру, здравоохранение и образование, что способствует диверсификации экономики и снижению зависимости от нефти. Саудовская Аравия, например, развивает масштабный проект NEOM, нацеленный на развитие инноваций и технологий. ОАЭ также фокусируются на высоких технологиях и планируют расширение IT-инфраструктуры.
Туризм — ключевое направление диверсификации экономики: ОАЭ и Саудовская Аравия вкладывают средства в развитие гостиниц, аэропортов и культурных объектов. Саудовская Аравия, например, стремится увеличить число туристов до 100 млн к 2030 году, развивая такие проекты, как Red Sea Project и культурные объекты Аль-Ула и Джидда.

## Политика
Политическая система стран региона представлена абсолютными или конституционными монархиями. Для координации внешней политики и обороны они создали Совет сотрудничества арабских государств Персидского залива (ССАГПЗ), который также играет важную роль в экономической интеграции. Страны региона также играют значительную роль в Лиге арабских государств (ЛАГ), особенно в вопросах региональной безопасности, где Саудовская Аравия и ОАЭ активно выступают в поддержку совместных действий по урегулированию конфликтов и укреплению арабской солидарности.
Страны региона развивают сотрудничество с мировыми державами, такими как США, Китай и Россия, а также поддерживают связи с Евросоюзом. США остаются их важным партнёром в области безопасности, хотя страны региона стремятся диверсифицировать связи. Например, объём торговли между Китаем и странами ССАГПЗ в 2021 году достиг $233 млрд. Китай активно инвестирует в цифровую инфраструктуру, а Россия развивает военно-техническое сотрудничество. Страны региона также участвуют в инициативах, таких как BRICS и Шанхайская организация сотрудничества.
Арабские страны Залива традиционно поддерживали арабское противостояние Израилю, придерживаясь общей позиции ЛАГ, но в последние годы отдельные страны начали нормализовывать отношения с Израилем. В 2020 году ОАЭ и Бахрейн подписали Соглашения Авраама, установив дипломатические и экономические связи с Израилем. Эти соглашения отразили прагматический подход стран Залива, стремящихся укрепить сотрудничество в области безопасности и технологий перед лицом общих региональных угроз, включая иранское влияние.
Эти многосторонние отношения, наряду с традиционным сотрудничеством с Западом, позволяют арабским странам Залива балансировать между различными центрами силы в мире, сохраняя автономию в принятии решений и реализации региональных дипломатических инициатив.